# Lista över fornlämningar i Borgholms kommun (Källa)
Lista över fornlämningar i Borgholms kommun (Källa) är en förteckning av ett urval av de fornlämningar som finns i Källa i Borgholms kommun.
| Namn                     | Lämningstyp                      | Tillkomsttid | Historisk indelning | Plats | Läge                 | ID-nr          | Bild                                      |
| ------------------------ | -------------------------------- | ------------ | ------------------- | ----- | -------------------- | -------------- | ----------------------------------------- |
| Källa 2:1                | Husgrund, förhistorisk/medeltida |              | Källa, Öland        |       | 57.115020, 16.953659 | 10083300020001 | Ladda upp en bild av detta fornminne      |
| Källa 2:2                | Husgrund, förhistorisk/medeltida |              | Källa, Öland        |       | 57.115482, 16.953752 | 10083300020002 | Ladda upp en bild av detta fornminne      |
| Åse rör (Källa 3:1)      | Röse                             |              | Källa, Öland        |       | 57.111309, 16.965636 | 10083300030001 | Ladda upp en bild av detta fornminne      |
| Åse rör (Källa 3:2)      | Röse                             |              | Källa, Öland        |       | 57.111270, 16.966208 | 10083300030002 | Ladda upp en bild av detta fornminne      |
| Åse rör (Källa 3:3)      | Röse                             |              | Källa, Öland        |       | 57.111013, 16.967472 | 10083300030003 | Ladda upp en bild av detta fornminne      |
| Källa 4:1                | Husgrund, förhistorisk/medeltida |              | Källa, Öland        |       | 57.131378, 16.940672 | 10083300040001 | Ladda upp en bild av detta fornminne      |
| Källa 4:2                | Husgrund, förhistorisk/medeltida |              | Källa, Öland        |       | 57.131332, 16.940325 | 10083300040002 | Ladda upp en bild av detta fornminne      |
| Källa 10:1               | Grav markerad av sten/block      |              | Källa, Öland        |       | 57.111611, 16.988828 | 10083300100001 | Ladda upp en bild av detta fornminne      |
| Källa 10:2               | Grav markerad av sten/block      |              | Källa, Öland        |       | 57.111572, 16.989116 | 10083300100002 | Ladda upp en bild av detta fornminne      |
| Källa 11:1               | Husgrund, förhistorisk/medeltida |              | Källa, Öland        |       | 57.135563, 16.989354 | 10083300110001 | Ladda upp en bild av detta fornminne      |
| Källa 12:1               | Husgrund, förhistorisk/medeltida |              | Källa, Öland        |       | 57.135366, 16.986420 | 10083300120001 | Ladda upp en bild av detta fornminne      |
| Källa 12:2               | Husgrund, förhistorisk/medeltida |              | Källa, Öland        |       | 57.135535, 16.986361 | 10083300120002 | Ladda upp en bild av detta fornminne      |
| Källa 13:1               | Husgrund, förhistorisk/medeltida |              | Källa, Öland        |       | 57.137516, 16.988858 | 10083300130001 | Ladda upp en bild av detta fornminne      |
| Källa 13:2               | Husgrund, förhistorisk/medeltida |              | Källa, Öland        |       | 57.137546, 16.989310 | 10083300130002 | Ladda upp en bild av detta fornminne      |
| Källa 15:1               | Gravfält                         |              | Källa, Öland        |       | 57.140310, 16.983747 | 10083300150001 | Ladda upp en bild av detta fornminne      |
| Källa 16:1               | Stensättning                     |              | Källa, Öland        |       | 57.141602, 16.982500 | 10083300160001 | Ladda upp en bild av detta fornminne      |
| Källa 16:2               | Stensättning                     |              | Källa, Öland        |       | 57.141494, 16.982637 | 10083300160002 | Ladda upp en bild av detta fornminne      |
| Källa 19:1               | Stensättning                     |              | Källa, Öland        |       | 57.137994, 16.976056 | 10083300190001 | Ladda upp en bild av detta fornminne      |
| Källa 20:1               | Husgrund, förhistorisk/medeltida |              | Källa, Öland        |       | 57.134433, 16.973680 | 10083300200001 | Ladda upp en bild av detta fornminne      |
| Källa 21:1               | Gravfält                         |              | Källa, Öland        |       | 57.140878, 16.906842 | 10083300210001 | Ladda upp en bild av detta fornminne      |
| Källa 22:1               | Stensättning                     |              | Källa, Öland        |       | 57.151332, 16.918692 | 10083300220001 | Ladda upp en bild av detta fornminne      |
| Källa 25:1               | Röse                             |              | Källa, Öland        |       | 57.149847, 16.929672 | 10083300250001 | Ladda upp en bild av detta fornminne      |
| Källa 27:1               | Gravfält                         |              | Källa, Öland        |       | 57.148074, 16.924597 | 10083300270001 | Ladda upp en bild av detta fornminne      |
| Källa 29:1               | Stensättning                     |              | Källa, Öland        |       | 57.136837, 16.925739 | 10083300290001 | Ladda upp en bild av detta fornminne      |
| Källa 30:1               | Husgrund, förhistorisk/medeltida |              | Källa, Öland        |       | 57.117753, 16.939344 | 10083300300001 | Ladda upp en bild av detta fornminne      |
| Källa 30:2               | Husgrund, förhistorisk/medeltida |              | Källa, Öland        |       | 57.117637, 16.939743 | 10083300300002 | Ladda upp en bild av detta fornminne      |
| Källa 31:1               | Röse                             |              | Källa, Öland        |       | 57.117006, 16.939153 | 10083300310001 | Ladda upp en bild av detta fornminne      |
| Källa 32:1               | Husgrund, förhistorisk/medeltida |              | Källa, Öland        |       | 57.118395, 16.936043 | 10083300320001 | Ladda upp en bild av detta fornminne      |
| Källa 34:1               | Husgrund, förhistorisk/medeltida |              | Källa, Öland        |       | 57.127071, 16.940784 | 10083300340001 | Ladda upp en bild av detta fornminne      |
| Källa 36:1               | Röse                             |              | Källa, Öland        |       | 57.126659, 16.949847 | 10083300360001 | Ladda upp en bild av detta fornminne      |
| Källa 37:1               | Stensättning                     |              | Källa, Öland        |       | 57.129403, 16.927524 | 10083300370001 | Ladda upp en bild av detta fornminne      |
| Källa 37:2               | Grav markerad av sten/block      |              | Källa, Öland        |       | 57.129367, 16.927748 | 10083300370002 | Ladda upp en bild av detta fornminne      |
| Källa 37:3               | Stensättning                     |              | Källa, Öland        |       | 57.129454, 16.927364 | 10083300370003 | Ladda upp en bild av detta fornminne      |
| Källa 37:4               | Stensättning                     |              | Källa, Öland        |       | 57.129512, 16.927558 | 10083300370004 | Ladda upp en bild av detta fornminne      |
| Källa 38:1               | Gravfält                         |              | Källa, Öland        |       | 57.130112, 16.921732 | 10083300380001 | Ladda upp en bild av detta fornminne      |
| Källa 39:1               | Röse                             |              | Källa, Öland        |       | 57.143758, 16.928021 | 10083300390001 | Ladda upp en bild av detta fornminne      |
| Källa 40:1               | Stensättning                     |              | Källa, Öland        |       | 57.129478, 16.937954 | 10083300400001 | Ladda upp en bild av detta fornminne      |
| Källa 40:2               | Stensättning                     |              | Källa, Öland        |       | 57.129275, 16.937961 | 10083300400002 | Ladda upp en bild av detta fornminne      |
| Källa 40:3               | Stensättning                     |              | Källa, Öland        |       | 57.129296, 16.938160 | 10083300400003 | Ladda upp en bild av detta fornminne      |
| Källa 40:4               | Grav markerad av sten/block      |              | Källa, Öland        |       | 57.129378, 16.938014 | 10083300400004 | Ladda upp en bild av detta fornminne      |
| Källa 41:1               | Stensättning                     |              | Källa, Öland        |       | 57.137154, 16.937451 | 10083300410001 | Ladda upp en bild av detta fornminne      |
| Källa 41:2               | Stensättning                     |              | Källa, Öland        |       | 57.137153, 16.937626 | 10083300410002 | Ladda upp en bild av detta fornminne      |
| Källa 41:3               | Stensättning                     |              | Källa, Öland        |       | 57.137072, 16.937687 | 10083300410003 | Ladda upp en bild av detta fornminne      |
| Källa 41:4               | Stensättning                     |              | Källa, Öland        |       | 57.137248, 16.937829 | 10083300410004 | Ladda upp en bild av detta fornminne      |
| Källa 42:1               | Gravfält                         |              | Källa, Öland        |       | 57.140513, 16.940821 | 10083300420001 | Ladda upp en bild av detta fornminne      |
| Röråsen (Källa 43:1)     | Gravfält                         |              | Källa, Öland        |       | 57.132247, 16.949588 | 10083300430001 | Ladda upp en bild av detta fornminne      |
| Källa 45:1               | Grav markerad av sten/block      |              | Källa, Öland        |       | 57.143218, 16.948447 | 10083300450001 | Ladda upp en bild av detta fornminne      |
| Källa 45:2               | Grav markerad av sten/block      |              | Källa, Öland        |       | 57.143146, 16.948452 | 10083300450002 | Ladda upp en bild av detta fornminne      |
| Källa 45:3               | Grav markerad av sten/block      |              | Källa, Öland        |       | 57.143310, 16.948392 | 10083300450003 | Ladda upp en bild av detta fornminne      |
| Källa 46:2               | Stensättning                     |              | Källa, Öland        |       | 57.135241, 16.965336 | 10083300460002 | Ladda upp en bild av detta fornminne      |
| Källa 47:1               | Stensättning                     |              | Källa, Öland        |       | 57.133193, 16.967555 | 10083300470001 | Ladda upp en bild av detta fornminne      |
| Källa 47:3               | Stensättning                     |              | Källa, Öland        |       | 57.133019, 16.967827 | 10083300470003 | Ladda upp en bild av detta fornminne      |
| Källa 47:4               | Stensättning                     |              | Källa, Öland        |       | 57.132911, 16.968016 | 10083300470004 | Ladda upp en bild av detta fornminne      |
| Källa 48:1               | Röse                             |              | Källa, Öland        |       | 57.125862, 16.953057 | 10083300480001 | Ladda upp en bild av detta fornminne      |
| Källa 49:1               | Husgrund, förhistorisk/medeltida |              | Källa, Öland        |       | 57.099870, 16.951189 | 10083300490001 | Ladda upp en bild av detta fornminne      |
| Källa 51:1               | Husgrund, förhistorisk/medeltida |              | Källa, Öland        |       | 57.108889, 16.957689 | 10083300510001 | Ladda upp en bild av detta fornminne      |
| Källa 51:2               | Husgrund, förhistorisk/medeltida |              | Källa, Öland        |       | 57.108619, 16.957789 | 10083300510002 | Ladda upp en bild av detta fornminne      |
| Källa 51:3               | Husgrund, förhistorisk/medeltida |              | Källa, Öland        |       | 57.108703, 16.958007 | 10083300510003 | Ladda upp en bild av detta fornminne      |
| Vite rör (Källa 52:1)    | Gravfält                         |              | Källa, Öland        |       | 57.106219, 16.969041 | 10083300520001 | Ladda upp en bild av detta fornminne      |
| Källa 54:1               | Grav markerad av sten/block      |              | Källa, Öland        |       | 57.095303, 16.969067 | 10083300540001 | Ladda upp en bild av detta fornminne      |
| Källa 54:2               | Grav markerad av sten/block      |              | Källa, Öland        |       | 57.095218, 16.969139 | 10083300540002 | Ladda upp en bild av detta fornminne      |
| Källa 55:1               | Stensättning                     |              | Källa, Öland        |       | 57.091363, 16.964436 | 10083300550001 | Ladda upp en bild av detta fornminne      |
| Källa 57:1               | Grav- och boplatsområde          |              | Källa, Öland        |       | 57.111649, 16.953366 | 10083300570001 | Ladda upp en bild av detta fornminne      |
| Källa 58:1               | Gravfält                         |              | Källa, Öland        |       | 57.109184, 16.956368 | 10083300580001 | Ladda upp en bild av detta fornminne      |
| Källa 59:1               | Gravfält                         |              | Källa, Öland        |       | 57.116381, 16.966222 | 10083300590001 | Ladda upp en bild av detta fornminne      |
| Källa 61:1               | Gravfält                         |              | Källa, Öland        |       | 57.112956, 16.960355 | 10083300610001 | Ladda upp en bild av detta fornminne      |
| Källa 62:1               | Grav markerad av sten/block      |              | Källa, Öland        |       | 57.110399, 16.969876 | 10083300620001 | Ladda upp en bild av detta fornminne      |
| Källa 62:2               | Grav markerad av sten/block      |              | Källa, Öland        |       | 57.110444, 16.969752 | 10083300620002 | Ladda upp en bild av detta fornminne      |
| Källa 62:3               | Stensättning                     |              | Källa, Öland        |       | 57.110332, 16.970259 | 10083300620003 | Ladda upp en bild av detta fornminne      |
| Källa 63:1               | Gravfält                         |              | Källa, Öland        |       | 57.108611, 16.972149 | 10083300630001 | Ladda upp en bild av detta fornminne      |
| Åkersberga (Källa 67:1)  | Gravfält                         |              | Källa, Öland        |       | 57.121068, 16.978210 | 10083300670001 | Ladda upp en bild av detta fornminne      |
| Källa 68:1               | Gravfält                         |              | Källa, Öland        |       | 57.117130, 16.995828 | 10083300680001 | Ladda upp en bild av detta fornminne      |
| Källa 68:2               | Stenkrets                        |              | Källa, Öland        |       | 57.116508, 16.996687 | 10083300680002 | Ladda upp en bild av detta fornminne      |
| Källa 69:1               | Husgrund, förhistorisk/medeltida |              | Källa, Öland        |       | 57.123396, 16.989412 | 10083300690001 | Ladda upp en bild av detta fornminne      |
| Källa 70:1               | Husgrund, förhistorisk/medeltida |              | Källa, Öland        |       | 57.124420, 16.981603 | 10083300700001 | Ladda upp en bild av detta fornminne      |
| Källa 70:2               | Husgrund, förhistorisk/medeltida |              | Källa, Öland        |       | 57.124443, 16.981510 | 10083300700002 | Ladda upp en bild av detta fornminne      |
| Källa 70:3               | Husgrund, förhistorisk/medeltida |              | Källa, Öland        |       | 57.124304, 16.981705 | 10083300700003 | Ladda upp en bild av detta fornminne      |
| Källa 70:4               | Husgrund, förhistorisk/medeltida |              | Källa, Öland        |       | 57.124571, 16.980620 | 10083300700004 | Ladda upp en bild av detta fornminne      |
| Källa 70:5               | Husgrund, förhistorisk/medeltida |              | Källa, Öland        |       | 57.124483, 16.980859 | 10083300700005 | Ladda upp en bild av detta fornminne      |
| Källa 70:6               | Husgrund, förhistorisk/medeltida |              | Källa, Öland        |       | 57.124290, 16.982789 | 10083300700006 | Ladda upp en bild av detta fornminne      |
| Källa 71:1               | Husgrund, förhistorisk/medeltida |              | Källa, Öland        |       | 57.127156, 16.992548 | 10083300710001 | Ladda upp en bild av detta fornminne      |
| Källa 72:1               | Husgrund, förhistorisk/medeltida |              | Källa, Öland        |       | 57.124724, 16.998962 | 10083300720001 | Ladda upp en bild av detta fornminne      |
| Källa 72:3               | Husgrund, förhistorisk/medeltida |              | Källa, Öland        |       | 57.124122, 16.998038 | 10083300720003 | Ladda upp en bild av detta fornminne      |
| Zekels sten (Källa 75:1) | Grav markerad av sten/block      |              | Källa, Öland        |       | 57.120364, 16.967834 | 10083300750001 | Ladda upp en bild av detta fornminne      |
| Vi alvar (Källa 77:1)    | Gravfält                         |              | Källa, Öland        |       | 57.118196, 16.955163 | 10083300770001 | Ladda upp en till bild av detta fornminne |
| Källa 79:1               | Röse                             |              | Källa, Öland        |       | 57.119801, 16.956224 | 10083300790001 | Ladda upp en bild av detta fornminne      |
| Källa 79:2               | Stensättning                     |              | Källa, Öland        |       | 57.119505, 16.955981 | 10083300790002 | Ladda upp en bild av detta fornminne      |
| Källa 81:1               | Husgrund, förhistorisk/medeltida |              | Källa, Öland        |       | 57.133103, 16.998469 | 10083300810001 | Ladda upp en bild av detta fornminne      |
| Källa 85:1               | Stensättning                     |              | Källa, Öland        |       | 57.111582, 16.963868 | 10083300850001 | Ladda upp en bild av detta fornminne      |
| Källa 85:2               | Stensättning                     |              | Källa, Öland        |       | 57.111415, 16.964490 | 10083300850002 | Ladda upp en bild av detta fornminne      |
| Källa 86:1               | Hällristning                     |              | Källa, Öland        |       | 57.108118, 16.976687 | 10083300860001 | Ladda upp en bild av detta fornminne      |
| Källa 97:1               | Röse                             |              | Källa, Öland        |       | 57.127179, 16.949058 | 10083300970001 | Ladda upp en bild av detta fornminne      |
| Källa 105:1              | Gravfält                         |              | Källa, Öland        |       | 57.146817, 16.911564 | 10083301050001 | Ladda upp en bild av detta fornminne      |
| Källa 110:1              | Husgrund, förhistorisk/medeltida |              | Källa, Öland        |       | 57.130685, 16.945297 | 10083301100001 | Ladda upp en bild av detta fornminne      |
| Källa 120:1              | Husgrund, förhistorisk/medeltida |              | Källa, Öland        |       | 57.127519, 16.996145 | 10083301200001 | Ladda upp en bild av detta fornminne      |
| Källa 121:1              | Grav markerad av sten/block      |              | Källa, Öland        |       | 57.117945, 16.994448 | 10083301210001 | Ladda upp en bild av detta fornminne      |
| Källa 121:2              | Grav markerad av sten/block      |              | Källa, Öland        |       | 57.117915, 16.994559 | 10083301210002 | Ladda upp en bild av detta fornminne      |
| Källa 121:3              | Grav markerad av sten/block      |              | Källa, Öland        |       | 57.117868, 16.994648 | 10083301210003 | Ladda upp en bild av detta fornminne      |
| Källa 122:1              | Stensättning                     |              | Källa, Öland        |       | 57.116105, 16.997644 | 10083301220001 | Ladda upp en bild av detta fornminne      |
| Källa 122:2              | Stensättning                     |              | Källa, Öland        |       | 57.115995, 16.997691 | 10083301220002 | Ladda upp en bild av detta fornminne      |
| Källa 122:3              | Stensättning                     |              | Källa, Öland        |       | 57.115901, 16.997825 | 10083301220003 | Ladda upp en bild av detta fornminne      |
| Källa 128:1              | Stensättning                     |              | Källa, Öland        |       | 57.139394, 16.906195 | 10083301280001 | Ladda upp en bild av detta fornminne      |
| Källa 129:1              | Stensättning                     |              | Källa, Öland        |       | 57.139666, 16.906249 | 10083301290001 | Ladda upp en bild av detta fornminne      |
| Källa 129:2              | Stensättning                     |              | Källa, Öland        |       | 57.139760, 16.906339 | 10083301290002 | Ladda upp en bild av detta fornminne      |
| Källa 129:3              | Stensättning                     |              | Källa, Öland        |       | 57.139827, 16.906399 | 10083301290003 | Ladda upp en bild av detta fornminne      |
| Källa 129:4              | Stensättning                     |              | Källa, Öland        |       | 57.139895, 16.906392 | 10083301290004 | Ladda upp en bild av detta fornminne      |
| Källa 130:1              | Stensättning                     |              | Källa, Öland        |       | 57.138298, 16.905459 | 10083301300001 | Ladda upp en bild av detta fornminne      |
| Källa 131:1              | Gravfält                         |              | Källa, Öland        |       | 57.136992, 16.904738 | 10083301310001 | Ladda upp en bild av detta fornminne      |
| Persnäs 12:1             | Gravfält                         |              | Källa, Öland        |       | 57.131663, 16.901429 | 10085700120001 | Ladda upp en bild av detta fornminne      |